# Gnome-Rhône 14K
Il Gnome-Rhône 14K Mistral Major era un motore aeronautico radiale a 14 cilindri a doppia stella raffreddato ad aria, progettato e fabbricato dalla francese Gnome et Rhône.
Il 14K è stato il motore più importante e prodotto dalla casa francese prima dello scoppio della seconda guerra mondiale e sviluppato in una versione da esportazione che potesse essere venduta su licenza negli altri paesi europei ed in Giappone. Le migliaia di propulsori prodotti, sia dalla casa francese che su licenza, sono stati installati su una vasta gamma di velivoli.

## Storia
Nel 1921, la Gnome et Rhône acquistò i diritti del Bristol Jupiter, il motore radiale di maggior successo costruito dall'azienda britannica Bristol Aeroplane Company, che continuò a produrre, assieme al più piccolo Bristol Titan, sino alla fine degli anni trenta. A partire dal 1926 tuttavia, la casa francese utilizzò il progetto di base del Titan per realizzare una nuova famiglia di motori denominata "serie K". La serie di nuovi modelli cominciò ad essere prodotta nel 1930 con il Gnome-Rhône 5K Titan, seguito dal 7K Titan Major ed infine dal 9K Mistral. In totale furono consegnati 6 000 di questi propulsori.
Tuttavia con l'evolversi della tecnica progettuale e costruttiva, le dimensioni ed il peso dei nuovi velivoli diventavano sempre più  consistenti. Questo comportava la necessità di dotarsi di propulsori dalle prestazioni sempre più elevate e la ricerca di maggiori potenze impose ai progettisti la realizzazione di motori a doppia stella. I progettisti della casa francese sdoppiarono il progetto del 7K a sette cilindri disponendoli su due file, dando vita così al nuovo 14K Mistral Major che cominciò i collaudi nel corso del 1929.

## Versioni
- 14Kfs
- 14K IIc32

## Velivoli utilizzatori
Francia
- Amiot A.143
- Bloch MB.130
- Bloch MB.200
- Breguet Bre 521 Bizerte
- Loire 46 C1
- Potez 541
- Potez 543
- Potez 62
- Potez 651

 Italia
- Fiat C.R.41
- Savoia-Marchetti S.M.81 "Pipistrello"

 Romania
- IAR 37
- IAR 80
- Potez 651 (costruito su licenza francese)

 Polonia
- PZL P.24
- PZL.43 Czajka

## Motori derivati dal 14K
Italia
- Piaggio P.XI
  - Breda Ba.88
  - CANT Z.1007
  - Reggiane Re.2000
  - Saab 17 C (  Svezia)
  - Savoia-Marchetti S.M.79 II
  - Savoia-Marchetti S.M.84
- Isotta Fraschini K.14
  - Breda Ba.65 K.14
  - Breda Ba.75
  - Breda Ba.88 (solo nel prototipo)
  - CANT Z.1011

 Romania
- IAR K14
  - IAR P.24E
  - IAR 37
  - IAR 39
  - IAR 47
  - IAR 80
  - IAR 81

 Ungheria
- Weiss Manfréd WM K-14
  - Heinkel He 70 Blitz (  Germania)
  - MÁVAG Héja II
  - Weiss WM-21 Sólyom

 Unione Sovietica
- Tumanskij M-87
  - Ilyushin Il-4
  - Polikarpov I-180
  - Sukhoi Su-2

## Motori comparabili
- Pratt & Whitney R-1830 montato a volte sui velivoli francesi in alternativa al 14N.